# Xan de Waard
Xan de Waard (Güeldres, 8 de noviembre de 1995) es una jugadora neerlandesa de hockey sobre césped.

## Trayectoria
de Waard debutó con la selección neerlandesa en 2012. Tuvo su debut olímpico en Río 2016, donde ganó la medalla de plata. En Tokio 2020 ganó la medalla de oro, al derrotar a Argentina en la final. En París 2024 consiguió su segunda medalla dorada al vencer a China en la final.
En 2023 fue elegida mejor jugadora del mundo.

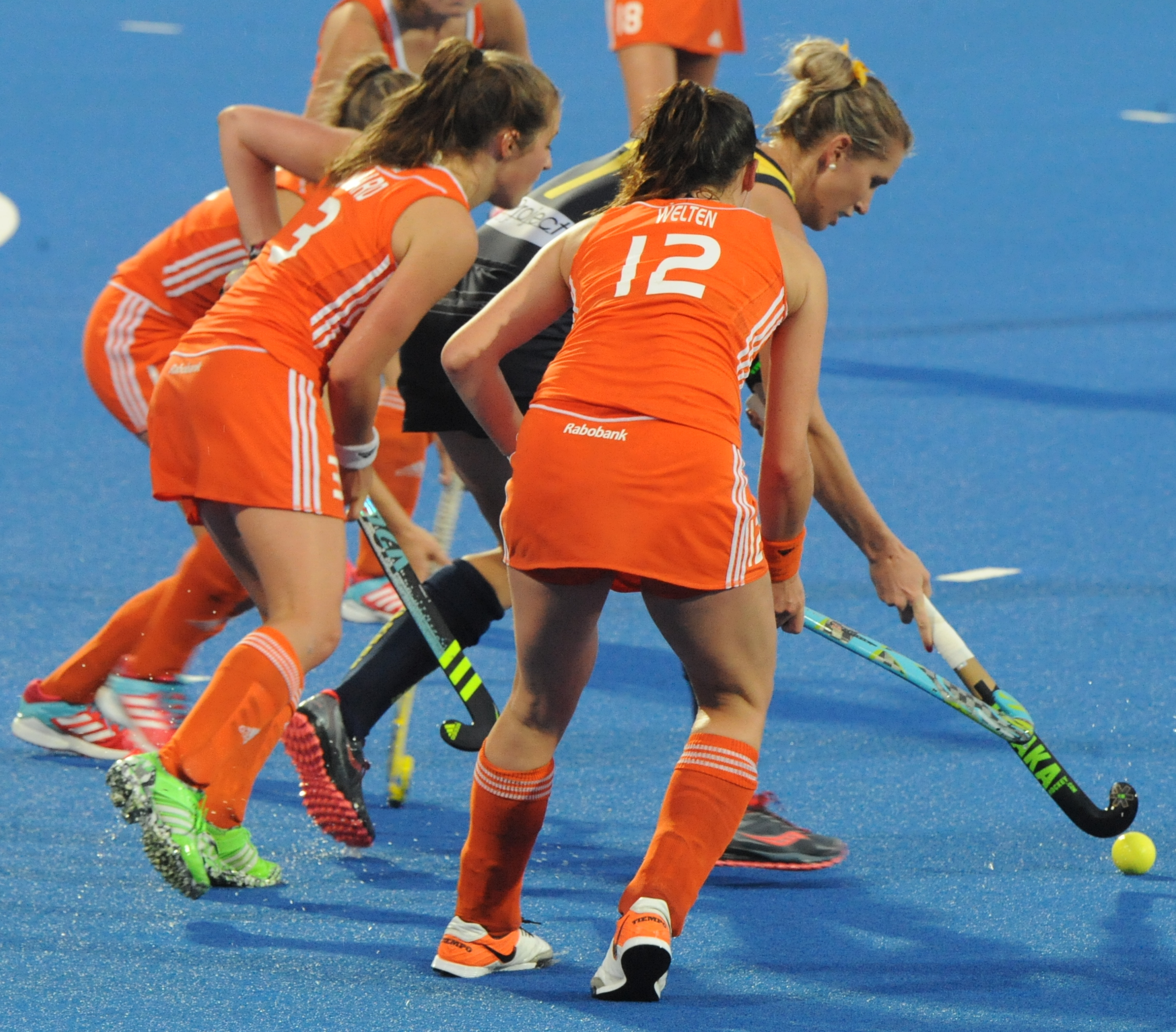
de Waard en un partido contra Australia en 2016.

## Palmarés
| Título           | Equipo                    | País                  | Año  |
| ---------------- | ------------------------- | --------------------- | ---- |
| Juegos Olímpicos | Selección de Países Bajos | Japón                 | 2020 |
| Juegos Olímpicos | Selección de Países Bajos | Francia               | 2024 |
| Mundial          | Selección de Países Bajos | Países Bajos          | 2014 |
| Mundial          | Selección de Países Bajos | Reino Unido           | 2018 |
| Mundial          | Selección de Países Bajos | España y Países Bajos | 2022 |
| Champions Trophy | Selección de Países Bajos | China                 | 2018 |